# Zinat Pirzadeh
Zinat Al Sadat Pirzadeh, född 22 februari 1967 i staden Sari i provinsen Mazandaran i Iran, är en iransk-svensk artist, författare, skådespelare och människorättskämpe. 2007 var hon sommarpratare i Sveriges Radio P1 och 2021 vintervärd i P1.

## Biografi
Zinat Pirzadeh föddes i Iran 1967 och kom till Sverige och Jörn 1991 med sin son Armand Mirpour. Innan hon började som ståuppkomiker och föreläsare arbetade hon inom äldreomsorgen, som fotomodell och studie- och yrkesvägledare i Stockholm. Pirzadeh arbetar tillsammans med svenska FN-förbundet och sitter i styrelsen för insamlingsstiftelsen Glöm aldrig Pela och Fadime. Hon sitter också i styrelsen för stiftelsen Guds Hus, en sammanslutning av olika trosinriktningar vars mål bland annat är att skapa fred genom religiös, kulturell och social samverkan.

### Komiker och föreläsare
Hon har sina rötter i poetry slam och en utbildning vid American Comedy Institute. Hon har bland annat framfört föreställningar vid namnen Bakis i burkan och Ingen har dött av surströmming - än!.
Pirzadehs föreläsningar heter Flykt - inte ett val, Se upp! här kommer mångfald, Tacka vet jag Sverige - den psykiska och fysiska resan och Hedersrelaterat förtryck, hedersrelaterat våld och hedersmord. De handlar om likheter och skillnader mellan Sverige och Iran och bygger på hennes egna erfarenheter. Religion är också ett ämne hon tar sig an.

### Författare och krönikör
Pirzadeh skriver lyrik och prosa samt krönikor för radio och tidningar. Hon har skrivit diktsamlingen Sånger till Ra, och 2011 kom hennes debutroman Fjäril i koppel, som är första delen i en trilogi. 2020 följdes den av Vinterfjäril. Förutom sitt författarskap är hon krönikör i P1 Naturmorgons program Kråkvinklar, där hon och andra kåsörer med naturen som utgångspunkt filosoferar kring stort och smått. Hon är även krönikör för Expressen, P1 och P4 och skribent på Debatt i SVT.

### Skådespelare
På film har Pirzadeh medverkat i Helena Bergströms regidebut Se upp för dårarna samt i Beck-filmen Beck – Det tysta skriket. Hon hade huvudrollen i filmen Pokerface av Denize Karabuda, som fick pris på filmfestivalen ”The Northern Character” i Murmansk 2009. Hon medverkar i långfilmen Operation Ragnarök. Hon hade också en roll i Solsidans första säsong. På scen uppförde Zinat 2016 Nassim Soleimanpours Vit kanin Röd Kanin på Västerbottensteatern.

### Radio
Zinat har varit återkommande medarbetare som krönikör med så kallade Kråkvinklar för Naturmorgon i P1 samt programledare för musikprogrammet Kalejdoskop i P2. År 2007 var hon sommarpratare i Sveriges Radio P1 och var en av 2020/2021 års vintervärdar i P1.

### Övrigt
Zinat är ambassadör för 1,6-miljonerklubben och har medverkat bland annat som kalenderflicka och föreläsare.

## Priser och utmärkelser
- 2010 – landets bästa kvinnliga ståuppare på Svenska Stand up-galan, med motiveringen: ”Hårt arbetande, rolig och modig som få. Med ett tjockt lager skinn på näsan. Årets kvinnliga komiker är med acklamation Zinat Pirzadeh”.
- 2013 – priset för bästa oneliner.
- 2014 – Stockholms FN-förenings diplom för försvar av mänskliga rättigheter för sitt arbete att främja kvinnors och flickors rättigheter och att stoppa barn- och tvångsäktenskap.[2]

## Föreställningar
- Bakis i burkan
- Alfahonor[18]
- Ingen har dött av surströmming - än!
- Badflickor
- Se upp här kommer mångfald
- Kåt, glad och otacksam

### Egna böcker
- Sånger till Ra (2003). Alfabet Maxima Förlag.
- Fjäril i koppel (2011). Piratförlaget.
- Vinterfjäril (2020). Piratförlaget.

### Medverkan i antologier
- Läsa till max (2003)
- Poetry in the Bellange atmosphere (2005)
- Färdlektyr (2005)
- Dråpliga kulturkrockar (2005)
- Sommarpratare 2007 (2007)
- Vänskap (2008)
- Min mormors historia (2009)
- Kärleken är större (2010)
- Mera kackel (2010)
- Livspusslet (2012)
- Jag bombade : scener ur ett ståuppliv (2012)
- Kontext (2014)
- Kråkguld (2015)
- Inte en främling: 41 berättelser om identitet och mångfald (2015)
- Leva sitt liv: en bok om hedersrelaterat våld och förtryck (2017)

## Filmografi
- 2007 – Se upp för dårarna
- 2007 – Beck – Det tysta skriket
- 2009 – Pokerface (huvudroll)
- 2010 – Solsidan (TV-serie) (säsong 1)
- 2017 – Veni Vidi Vicihttps://news.viaplay.se/viaplays-originalserie-veni-vidi-vici-far-global-distribution/
- 2017 – Familjen Rysberg
- 2018 – Operation Ragnarök
- 2019 – Heder (TV-serie) (säsong 2)
- 2023 – Från trakten (TV-serie)